# Jesper Lützen
Jesper Lützen (né le 8 octobre 1951 à Svendborg) est un historien danois des mathématiques et des sciences physiques.

## Formation et carrière
Lützen est diplômé en mathématiques (avec une mineure en physique) en 1976 de l'université d'Aarhus, où il a également obtenu son doctorat en 1980 en histoire des sciences sous la direction de Kirsti Andersen. En 1980, il a été chercheur invité à l'université Yale, où il étudie auprès de Asger Aaboe, et il est devenu professeur temporaire à l'université d'Odense et, à partir de 1985, professeur à l'université de Copenhague. En 1990, il a reçu son habilitation (Docteur Scientiarum) de l'université de Copenhague. Il y est chargé de cours depuis 1989 et depuis 2005 professeur d'histoire des mathématiques à la faculté de mathématiques de l'université de Copenhague. Il a été chercheur invité à Utrecht (où il étudie aux côtés de Henk Bos) et à plusieurs autres endroits : Paris, l'Institut Dibner du MIT, Institut Mittag-Leffler de l'Académie royale des sciences de Suède, California Institute of Technology, Université de Californie à Santa Barbara et l'université de Toronto.

## Travaux
Les recherches de Lützen portent sur la préhistoire des distributions (avant leur introduction précisément définie par Sergueï Sobolev vers 1936 et Laurent Schwartz vers 1950), ainsi que sur Joseph Liouville (dont il a écrit la biographie) et Heinrich Hertz et sa mécanique. La préhistoire de la théorie des distributions a également été le sujet de la thèse de Lützen.  
Il est corédacteur en chef des Archives for History of Exact Sciences, Historia Mathematica et Revue d'histoire des mathématiques, ainsi que de la série de livres de Springer Verlag Archimedes: New Sources and Studies in the History of Mathematics and Physical Sciences avec l'éditeur de série Jed Z. Buchwald. 

## Prix et distinctions
En 1990, Lützen est conférencier invité au Congrès international des mathématiciens à Kyoto, avec une conférence intitulée « The birth of spectral theory- Joseph Liouville´s contributions ». Depuis 1993, il est membre à part entière de l'Académie internationale d'histoire des sciences dont il était auparavant membre correspondant depuis 1988. Il est, depuis 1986, membre du Comité national danois pour l'histoire et la philosophie des sciences et est, depuis 1990, le représentant danois à la Commission internationale d'histoire des mathématiques. Il a été élu en 1996 membre de l'Académie royale danoise des sciences et des lettres et en 2012 membre de l'American Mathematical Society. Il est membre de la History of Science Society basée aux États-Unis et membre de la Société mathématique du Danemark. Il est également membre de la Société danoise d'histoire des sciences, dont il a été président de 1995 à 2006 et dont il est secrétaire depuis 2007. 

## Publications
- Mechanistic images in geometric form: Heinrich Hertz's principles of mechanics, lire en ligne, Oxford University Press 2005
- (en) The Prehistory of the Theory of Distributions, Springer Verlag, coll. « Studies in the History of Mathematics and the Physical Sciences » (no 7), 1982 (présentation en ligne)[4],[5].
- (en) Joseph Liouville 1809-1882: Master of Pure and Applied Mathematics, Springer Verlag, coll. « Studies in the History of Mathematics and the Physical Sciences » (no 15), 1990 (lire en ligne)[6].
- Heaviside's operational calculus and the attempts to rigorise it, Archive for History of Exact Sciences, Volume 21, 1979, pp. 161–200 DOI 10.1007/BF00330405.
- "Euler's vision of a general partial differential calculus for a generalized kind of function", Mathematics Magazine 56, no. 5 (1983): 299–306 DOI 10.1080/0025570X.1983.11977061.
- "Sturm and Liouville's work on ordinary linear differential equations. The emergence of Sturm-Liouville theory" Archive for History of Exact Sciences 29, no. 4 (1984): 309–376 DOI 10.1007/BF00348405.
- avec Henk Bos et Kirsti Andersen: Træk af den matematiske analyses historie: En antologi af kilder og sekundær litteratur, Center for Vidensskabstudier, Université d'Aarhus, 1987.
- avec H. Bos et K. Andersen: Træk af den ikke-Euklidiske geometris historie, Université d'Aarhus, Center for Vidensska Studies, 1997.
- Interactions between mechanics and differential geometry in the 19th century, Archive for History of Exact Sciences, Vol. 49, 1995, pp. 1–72. DOI 10.1007/BF00374699.
- (en) Jesper Lützen, « The Foundation of Analysis in the 19th Century: Weierstrass », dans Hans Niels Jahnke, A History of Analysis, AMS, 2003 (ISBN 978-0-8218-2623-2, lire en ligne), p. 184"Chapter 6. The foundation of analysis in the 19th century" by Jesper Lützen dans A History of Analysis édité par Hans Niels Jahnke, American Mathematical Society / London Mathematical Society, 2003, 155–195; traduit de l'allemand original de Geschichte der Analysis, Spektrum Akademische Verlag, 1999.
- Sources and Studies in the History of Mathematics and the Physical Sciences, avec John Lennart Berggren, Jed Z. Buchwald.
- Jesper Lützen, Henrik Kragh Sørensen (éd): In honor of Kirsti Andersen, Centaurus, vol 52, 2010, pp 1–3.